# 큰긴팔원숭이
큰긴팔원숭이(또는 주머니긴팔원숭이, 샤망 학명: Symphalangus syndactylus)은 긴팔원숭이의 일종으로, 말레이시아, 태국, 인도네시아의 수마트라섬에 서식한다. “시아망”(또는 "샤망") 또는 "주머니긴팔원숭이" 라고도 한다. 키는 1미터에 몸무게는 23킬로그램으로 다른 긴팔원숭이의 2배 정도이다. 다른 긴팔원숭이와 서식지를 공유하기도 한다. 부시미트를 위해 포획되고 벌목에 의한 서식지 상실로 위협을 받고 있다. 천적은 호랑이와 구름표범, 승냥이다.